# Pharasman II d'Ibérie
Pharasman ou Pharsman II dit Koueli (le Bon) (en géorgien : ფარსმან II ქველი) était un roi d'Ibérie de la dynastie artaxiade, de 116 à 132 selon la chronologie retenue par Cyrille Toumanoff ou de 116 à 140 selon William E. D. Allen.

## Biographie

### Origines discutées et avènement
La version de Léonti Mroveli, historien géorgien du XIIe siècle, sur les origines du roi Pharasman II d'Ibérie est la plus communément accepté par la communauté historiographique actuelle. Celui-ci fait du roi d'Ibérie le fils unique de son prédécesseur Amazap Ier (r. 103-113). Cette tradition est suivie par d'éminents kartvelologues, tels que Cyrille Toumanoff et Marie-Félicité Brosset, mais d'autres ne s'accordent pas avec celle-ci. Ainsi, le passionné de généalogie Christian Settipani, qui base son travail sur une analyse détaillée des sources antiques notamment épigraphiques, identifie Pharasman comme le fils d'un certain roi Mithridate (r. vers 75-115) qui correspond chronologiquement à Mihrdat Ier d'Ibérie. 
Cyrille Toumanoff identifie Pharasman II comme un descendant, par son père Amazap Ier, d'une longue lignée de rois appartenant à une branche de la dynastie artaxiade d'Arménie. De son côté, Mroveli, suivi par Brosset, le considère comme kartloside et descendant de la dynastie ayant originellement régné sur l'Ibérie.
Pharasman II accède au trône, d'après Vakhoucht Bagration, en 113. Cyrille Toumanoff, dont l'œuvre est généralement plus acceptée par les chroniqueurs actuels, cite 116 comme l'année de son avènement en tant que roi, date également reprise par William E. D. Allen. D'un autre côté, Christian Settipani ne fait monter le roi sur le trône qu'en 131. Cette diversité de versions montre que rien ne reste sûr au sujet de la chronologie de l'histoire de l'Ibérie au IIe siècle.
Enfin, les domaines sur lesquels règnent Pharasman restent également sujets à une question non résolue. Les Chroniques géorgiennes parlent de Pharasman dans le cadre d'une succession de rois se partageant l'Ibérie historique, avec l'un dirigeant le sud et l'autre, le nord du pays. D'après les sources primaires, Pharasman II, tout comme son père, règne sur les territoires situés au nord du Mtkvari et centrés sur Armazi. Son co-roi serait alors Mihrdat (ou un autre Pharasman selon les sources). Marie-Félicité Brosset est le premier à douter d'une telle division égale entre rois, en raison des dates de règne identiques entre les deux souverains d'une génération à l'autre. Cyrille Toumanoff, quant à lui, récuse complètement cette version et affirme que Pharasman règne en fait sur la totalité de l'Ibérie. Cette théorie est par la suite acceptée par la majorité des historiens modernes, dont Nodar Assatiani.

### Relations avec l'Empire romain
Selon l'historien géorgien Nodar Assatiani, c'est sous le règne de Pharsman II que le royaume antique d'Ibérie, après avoir été l'allié de Trajan contre les Parthes, atteint son apogée, comme en témoignent ses relations avec Rome, et particulièrement aux contacts entre Pharsman II et les empereurs romains :
- Pharsman II refuse avec « une morgue dédaigneuse » l'invitation de l'empereur romain Hadrien lors d'un séjour de ce dernier en Asie mineure[3];
- le second contact entre les deux souverains se passe à Rome : l'Histoire Auguste nous apprend, que l'empereur Hadrien  envoie un présent somptueux au roi des Ibères (un éléphant et une cohorte de 500 hommes) afin de lui proposer la paix, tandis que lors de la visite du roi à Rome, celui-ci offre à l'empereur des chlamydes d'or dont l'Auguste Hadrien se sert pour revêtir des condamnés à mort, afin de le ridiculiser[4] ;
- vers 136, le roi d'Arménie Vologèse Ier envoie une ambassade à Rome pour se plaindre de l’inaction complice du roi Pharasman  d'Ibérie envers les Alains qui multipliaient leurs dévastations au sud du Caucase, en Arménie, en Médie, et même en Cappadoce[5] ;
- la troisième et dernière entrevue entre le roi et un empereur se passe également à Rome mais cette fois avec Antonin le Pieux[6]. L'historien romain Dion Cassius précise par ailleurs que « lorsque Pharsman d'Ibérie arriva à Rome avec sa femme, Antonin le Pieux lui ouvrit ses domaines, organisa une fête en son honneur, lui permit de faire sacrifice au Capitole. Le roi géorgien n'avait pas l'air fasciné par la puissance de Rome, et on lui demanda la cause. C'est à ce moment que l'Empereur assiste aux entraînements militaires de Pharsman, de son fils et des autres nobles ibères, ce qui n'était autre qu'une démonstration de l’étendu de l'art militaire géorgien. Après avoir vu ce spectacle, Antonin fit installer la statue équestre de Pharsman au temple de Bellone, pour le courage de ses guerriers[7].

Après cette visite à Rome, Pharsman II développe une grave maladie sur le chemin du retour, dont il meurt en 132 apr. J.-C. selon Cyrille Toumanoff. Christian Settipani, comme William E. D. Allen d'ailleurs, plus logiquement en considération de l'année de l'avènement de l'empereur Antonin le Pieux, reportent la date de sa disparition après l'année 141 apr. J.-C..
Alors que, selon Marie-Louise Chaumont, le roi reçu à Rome est bien Pharasman II, Cyrille Toumanoff, afin de maintenir la cohérence de sa chronologie, avance l'hypothèse que le « Pharsman » reçu à Rome sous Antonin le Pieux serait en fait son petit-fils Pharsman III, ce qui va à l'encontre de l'Histoire Auguste qui spécifie bien que c'est le même Pharsman qui a des contacts avec les empereurs Hadrien et Antonin le Pieux.

### Famille et descendance
De son épouse nommée Ghadana, fille du roi d'Arménie,, il a eu un fils unique :
- Rhadamiste Ier.